# Limax maximus
Limace léopard
Espèce
La Limace léopard (Limax maximus) est une grande espèce de limaces appartenant à la famille des Limacidae.

## Dénominations
- Nom scientifique valide : Limax maximus  Linnaeus, 1758[1],
- Nom normalisé : Limace léopard, depuis 2010[2],
- Autres noms vulgaires (vulgarisation scientifique) : Grande limace cendrée[3], Grande limace grise, Grande loche grise[4],[5], Grande limace jaune, Grande limace tachetée[6],
- Autres noms vernaculaires (langage courant), pouvant désigner éventuellement d'autres espèces : limace tigrée, limace tachetée, limace cendrée[7].

## Description
La limace léopard a une longueur d'environ 13 cm, certains auteurs lui donnent même une longueur maximum de 20 cm.
La limace léopard est de couleur grise ou brun clair. Son bouclier est moucheté de taches noires d’environ 3 mm, et ces taches sont alignées et peuvent ressembler à des rayures longitudinales sur la queue. Ces limaces ont une longévité de 2 ans et demi à trois ans.

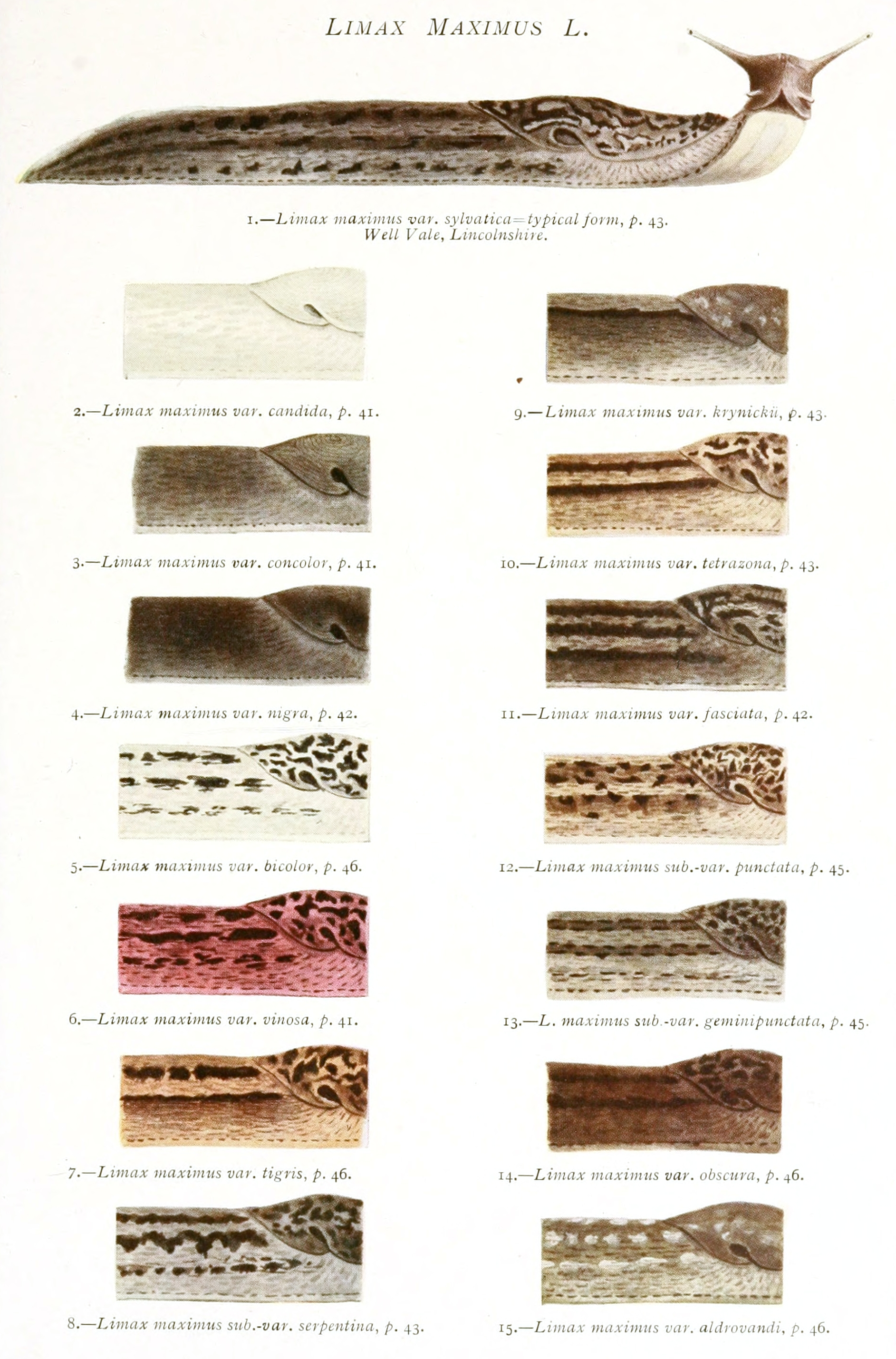
Variabilité des couleurs chez Limax maximus.
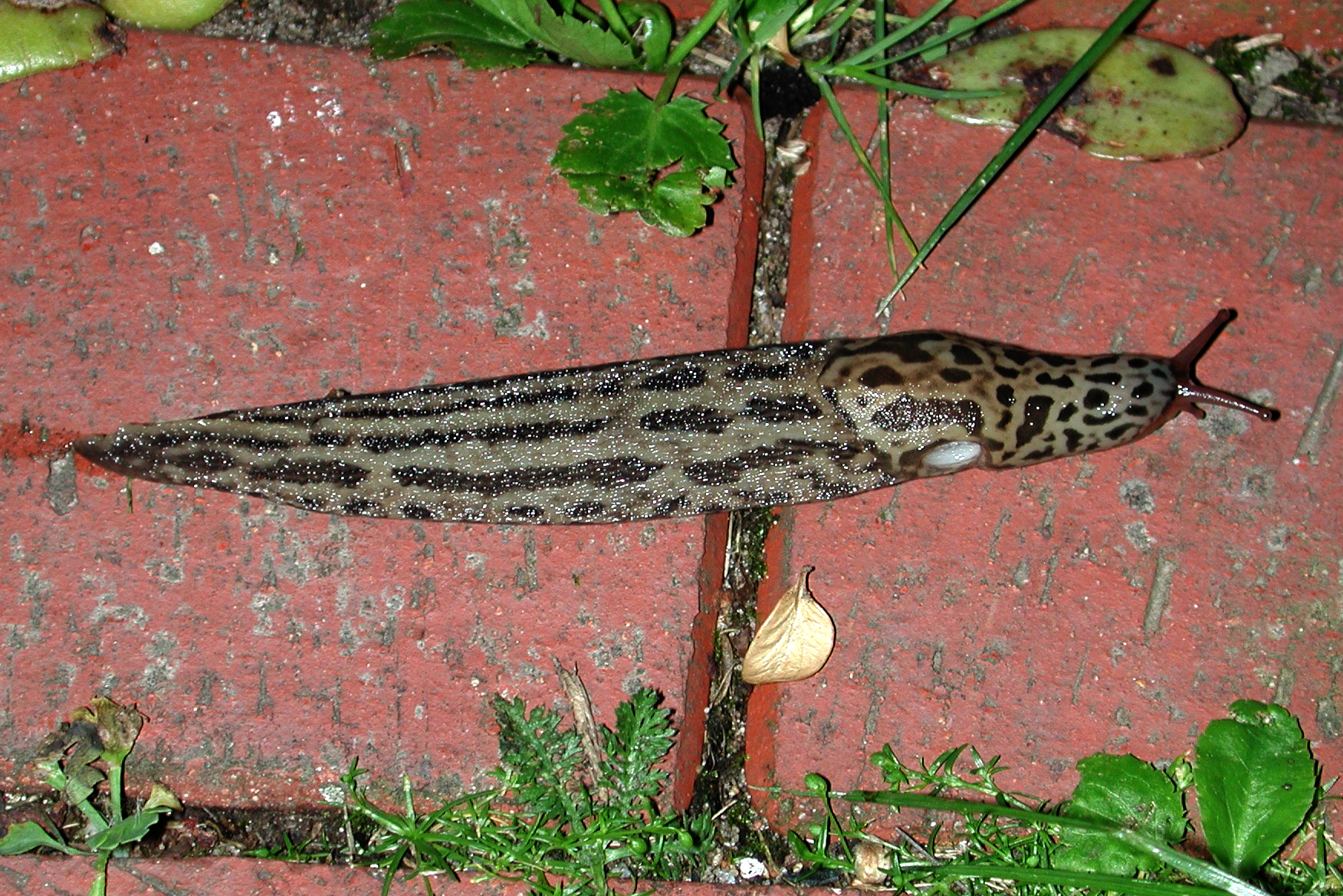
Limace léopard
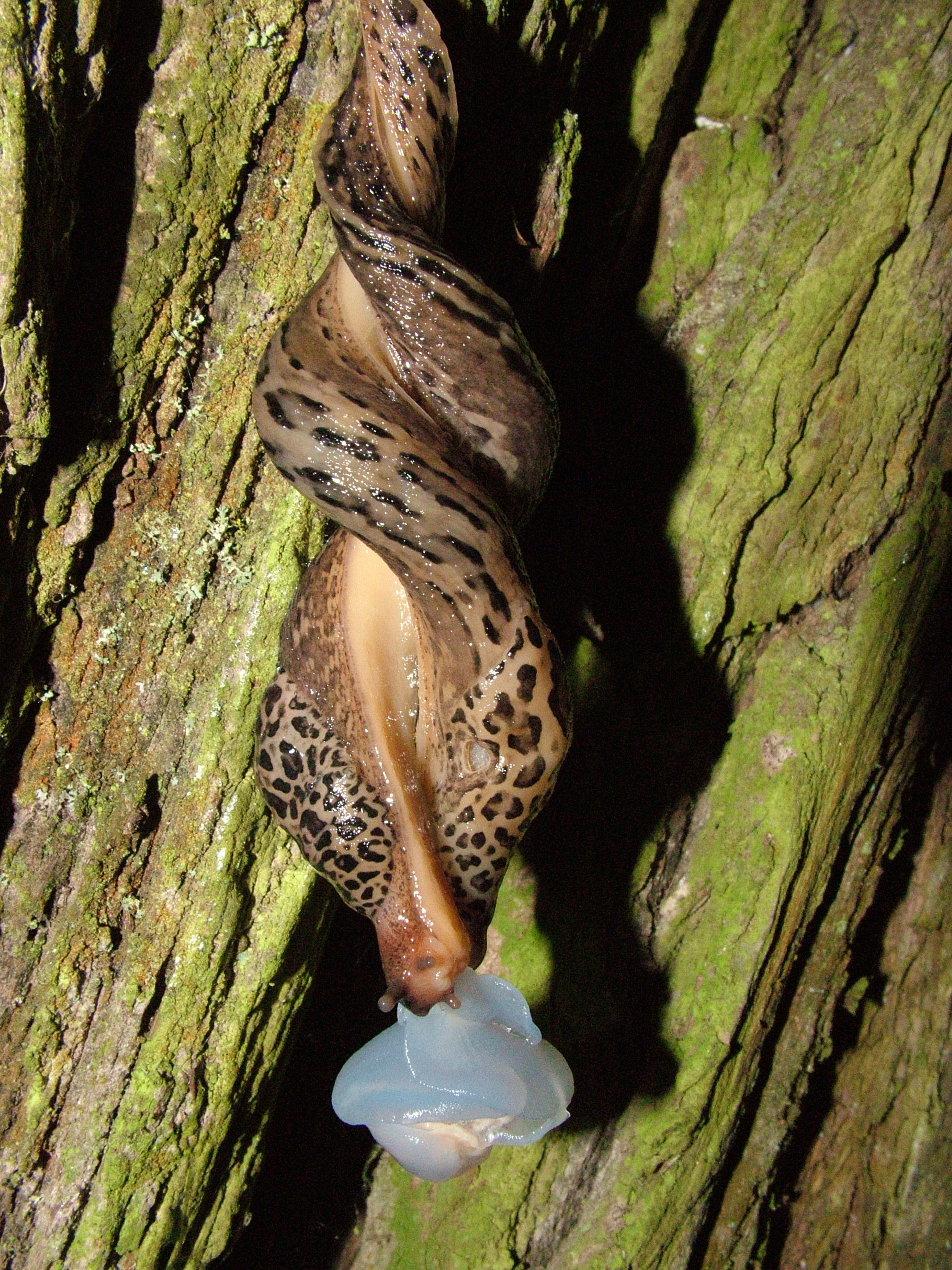
Accouplement de limaces léopard.
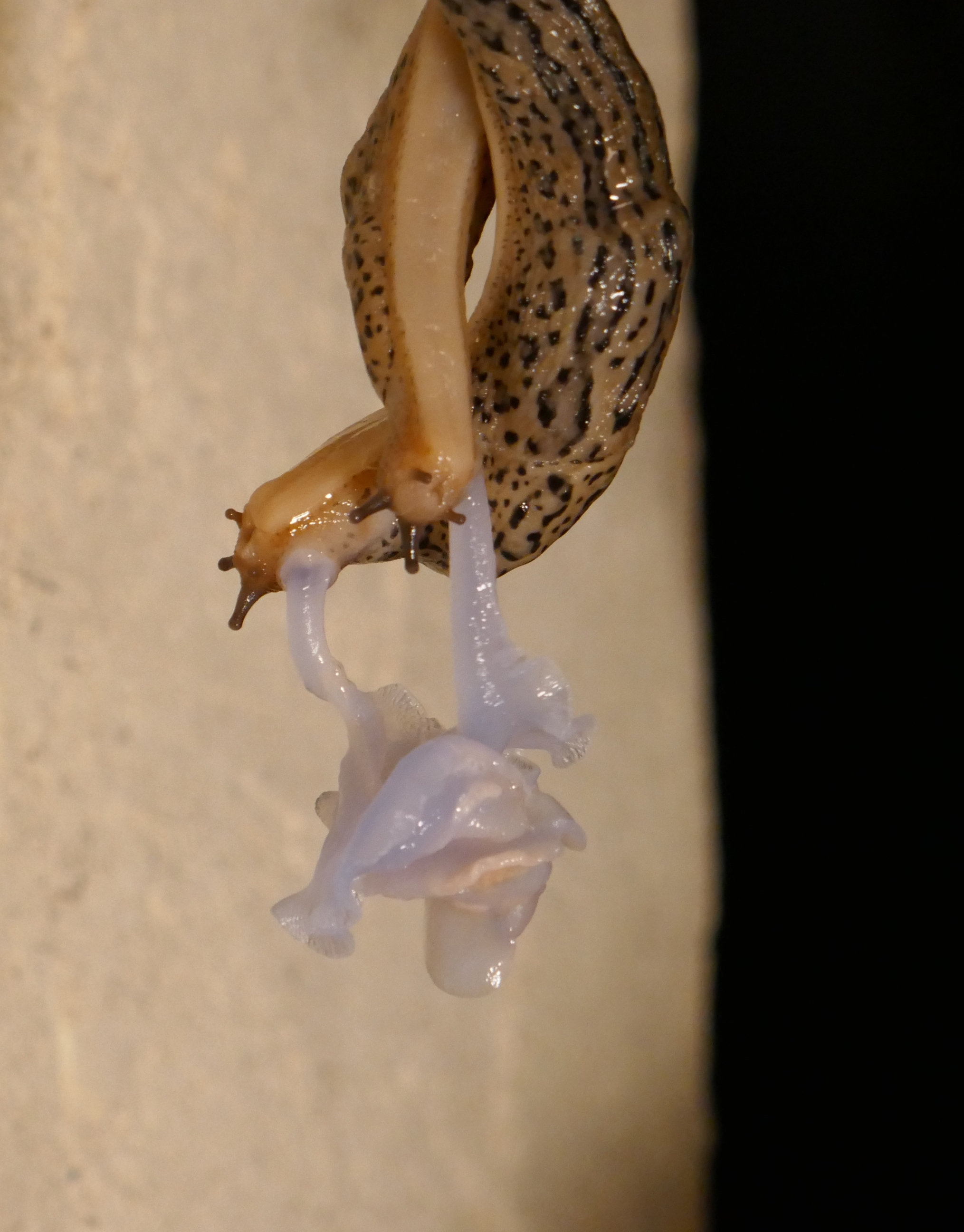
Accouplement de limaces léopard
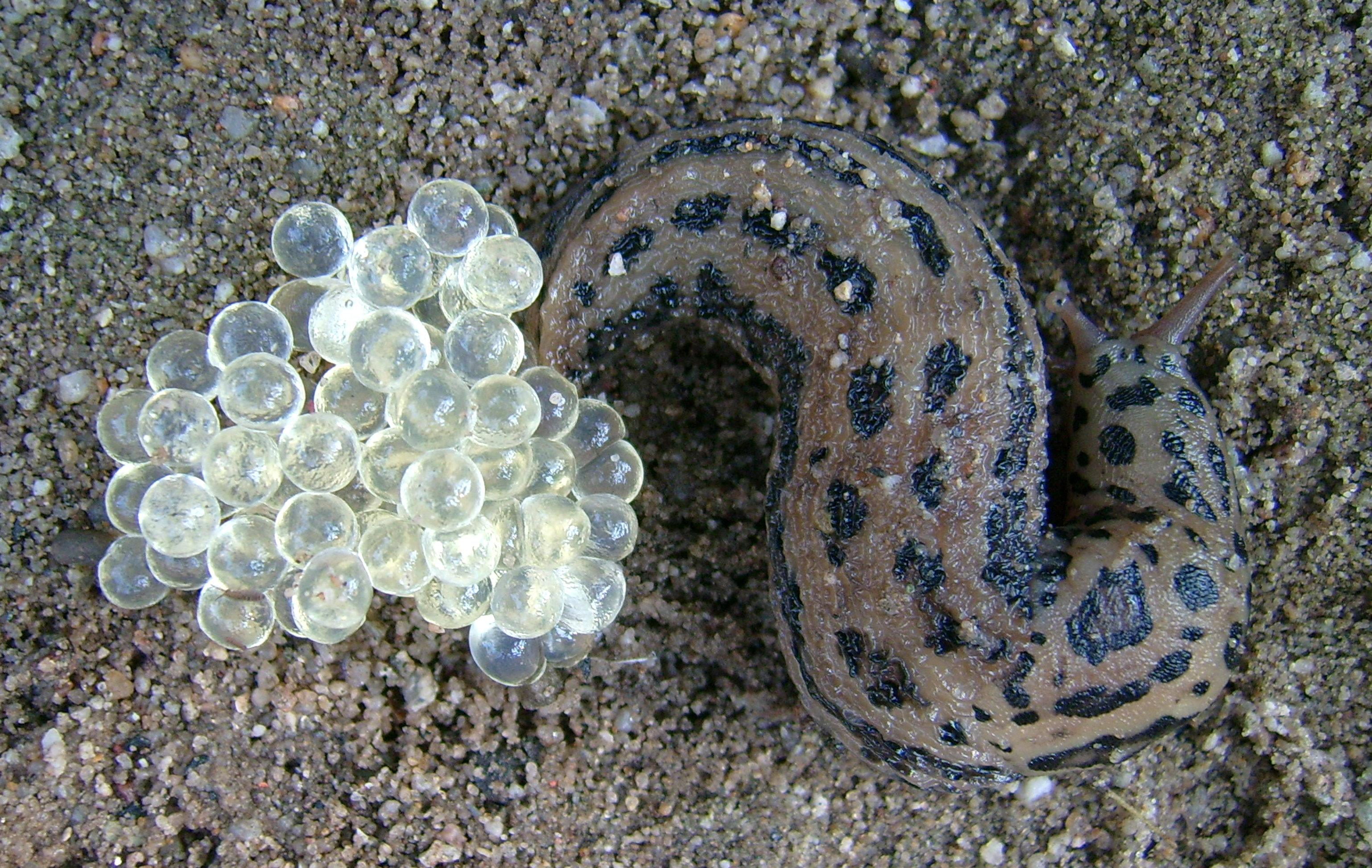
Limace léopard pondant ses œufs.
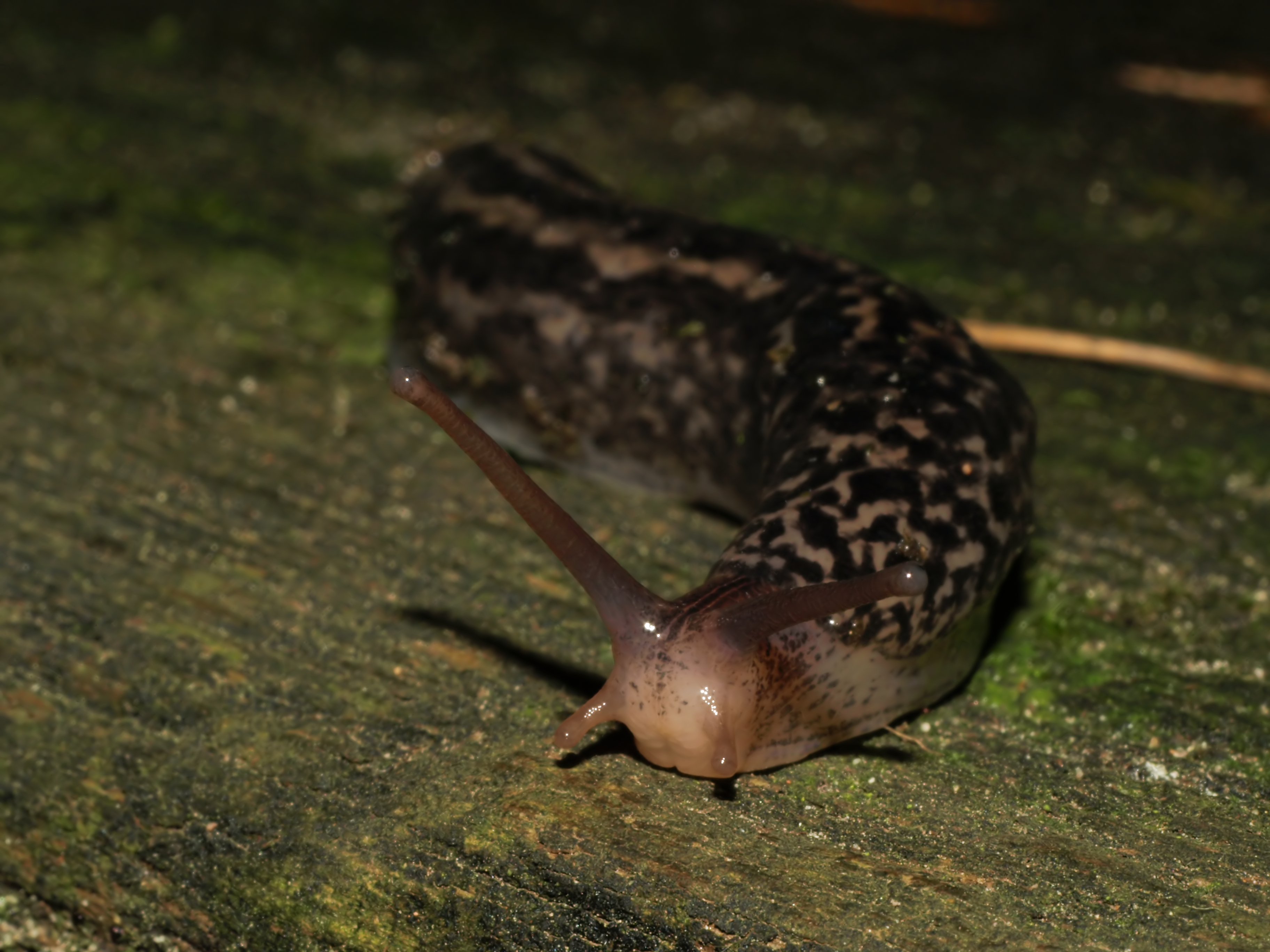
Tête et cornes d'une limace léopard.

## Répartition
L’espèce est principalement répandue en Europe centrale, mais peut également se trouver dans les latitudes tempérées du monde.

## Habitat
Cette limace vit en milieu humide, à proximité des cours d’eau, mais aussi dans les forêts, les jardins et les parcs.

## Biologie

### Alimentation

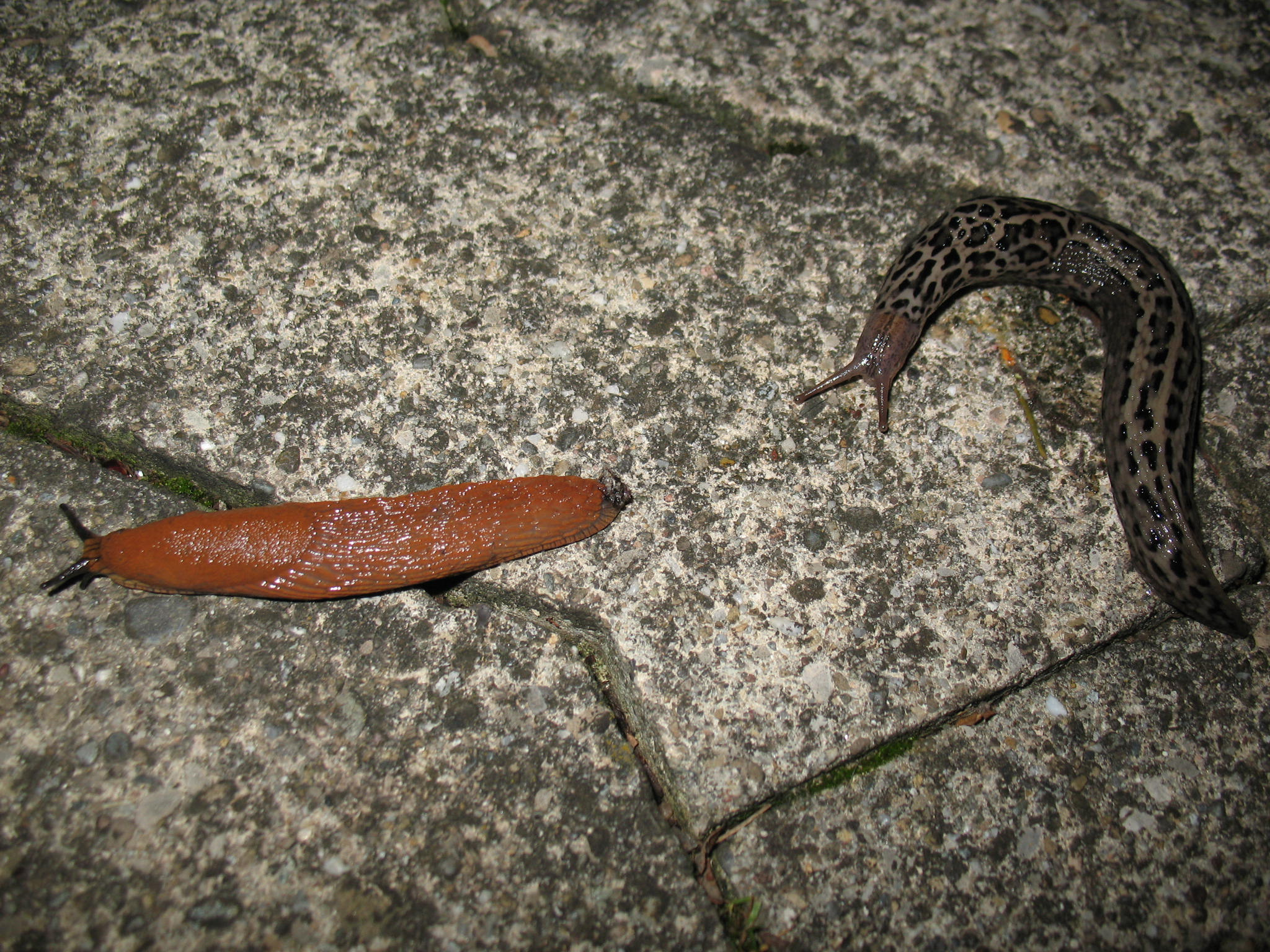
Une Limace léopard chassant une Grande loche (Arion rufus).

Cette limace est omnivore, détritivore, mais peut aussi se montrer carnivore à l'occasion.
La limace tachetée se nourrit principalement de végétation tendre (plantes abîmées, fanées ou mortes), de mousse, de champignons, de bois morts, mais aussi parfois de congénères, poursuivant ses proies à une vitesse qui peut atteindre 15 cm/min.

### Reproduction
Comme la majorité des gastéropodes, ces limaces sont hermaphrodites et possèdent donc à la fois les organes génitaux mâles et femelles.
La maturité sexuelle est atteinte à un peu plus d’un an et demi, et chaque individu pourra procréer deux fois dans sa vie, la première ponte ayant lieu vers juillet/août pendant la deuxième année de l’individu, puis entre juin et juillet la dernière année.
Les comportements prénuptiaux peuvent différer énormément selon les espèces, mais l’accouplement reste semblable : le couple commence par escalader un arbre ou une construction, puis se suspend dans le vide à l’aide d’un fil de mucus. Chaque partenaire fait alors pendre son organe génital (de couleur blanc bleuté) vers le bas, et ceux-ci s’enroulent pour permettre la fécondation de l'un par l'autre, et inversement.
La ponte comporte une à trois centaines d’œufs selon la taille et l’état de santé de la mère. Les œufs sont légèrement allongés, de 4 à 5 mm de diamètre, et éclosent entre 19 et 45 jours selon les conditions climatiques, et peuvent être détruits par de nombreux prédateurs qui en sont friands.

## Toxicité
Ce gastéropode, avec d’autres, est l’hôte des larves de vers Metastrongylus, des parasites qui occasionnent chez les mammifères toux, bronchites et trachéites, parfois fatales, notamment chez les sangliers, les chats et les chiens. Ces animaux sont contaminés lorsqu’ils ingèrent des mollusques infestés par le ver.